# 인테프 1세

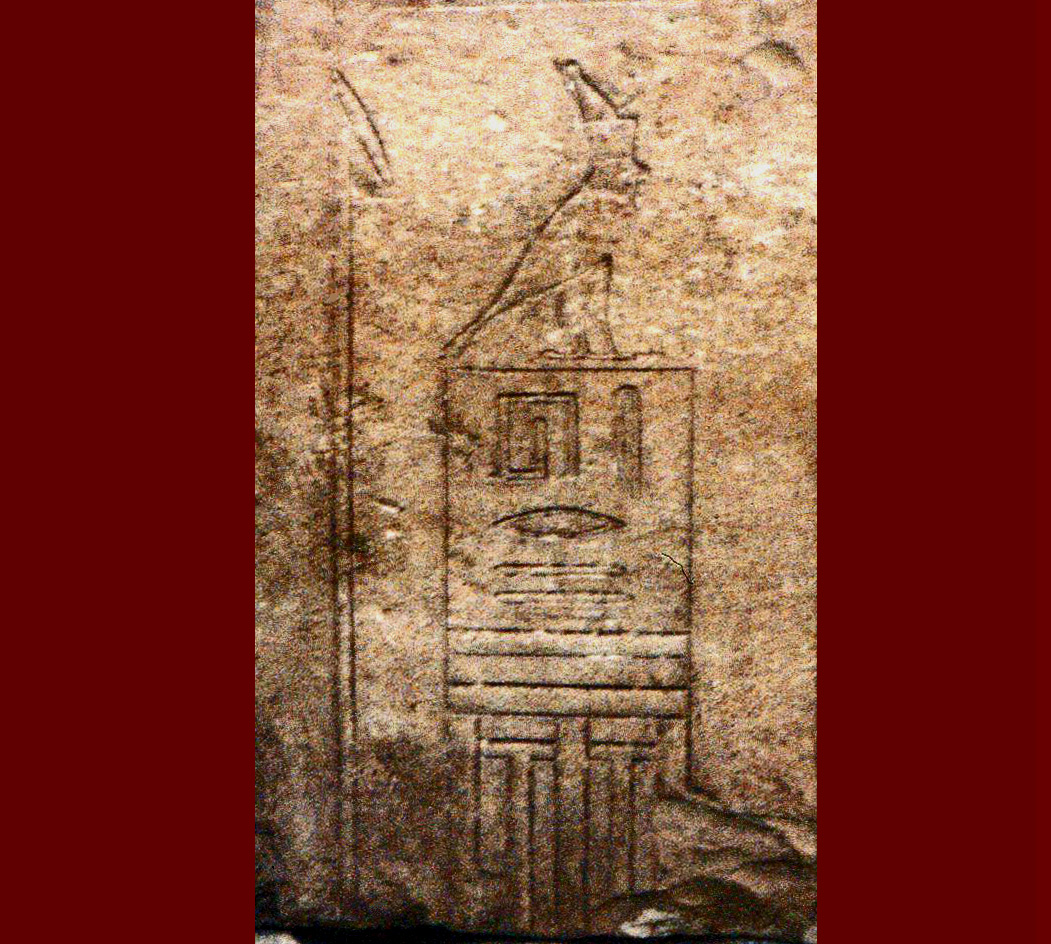

인테프 1세(Intef I, 재위 : 기원전 2134년 ~ 기원전 2117년)는 이집트 제11왕조의 파라오이다. 호루스 이름은 세헤르타위(Sehertawy)로, '두 땅에서 평화를 만드는 자'라는 뜻으로, 정식으로 파라오를 칭했다.
멘투호테프 1세의 아들이었던 인테프 1세는, 호루스 이름에서 보여주듯 상, 하 이집트의 분열을 하나로 묶으려 하였으며, 하이집트의 9왕조, 10왕조와 전쟁을 벌였다.
그의 시대에 하이집트의 파라오는 네페르카레 7세였다. 네페르카레를 따르던 지방 군벌 안크티피의 기념물에 따르면, 네페르카레는 안크티피와 호테프라는 귀족들과 함께 엘레판티네의 귀족과 연합하여 테베와 콥토스를 공격하였다. 그러나 기근 때문에 작전은 실패로 돌아갔다.
하이집트의 침략을 물리친 인테프는 콥토스, 히에라콘폴리스 등을 점령하여 테베 지역에 한정되었던 세력을 늘리게 된다.
그의 사망 이후, 파라오의 자리는 동생인 인테프 2세가 계승하였다.
| 전임 멘투호테프 1세 | 제2대 이집트 제11왕조의 파라오 기원전 2134년 ~ 기원전 2117년 | 후임 인테프 2세 |